# Église de la Descente-du-Saint-Esprit de Ruma
Pour les articles homonymes, voir Église du Saint-Esprit.
L'église de la Descente-du-Saint-Esprit de Ruma (en serbe cyrillique : Српска православна црква Сошествија Светог Духа у Руми ; en serbe latin : Srpska pravoslavna crkva Sošestvija Svetog Duha u Rumi) est une église orthodoxe serbe située à Ruma en Serbie, dans la province de Voïvodine. Construite à partir de 1836, elle est inscrite sur la liste des monuments culturels de grande importance de la république de Serbie (identifiant no SK 1307).

## Présentation

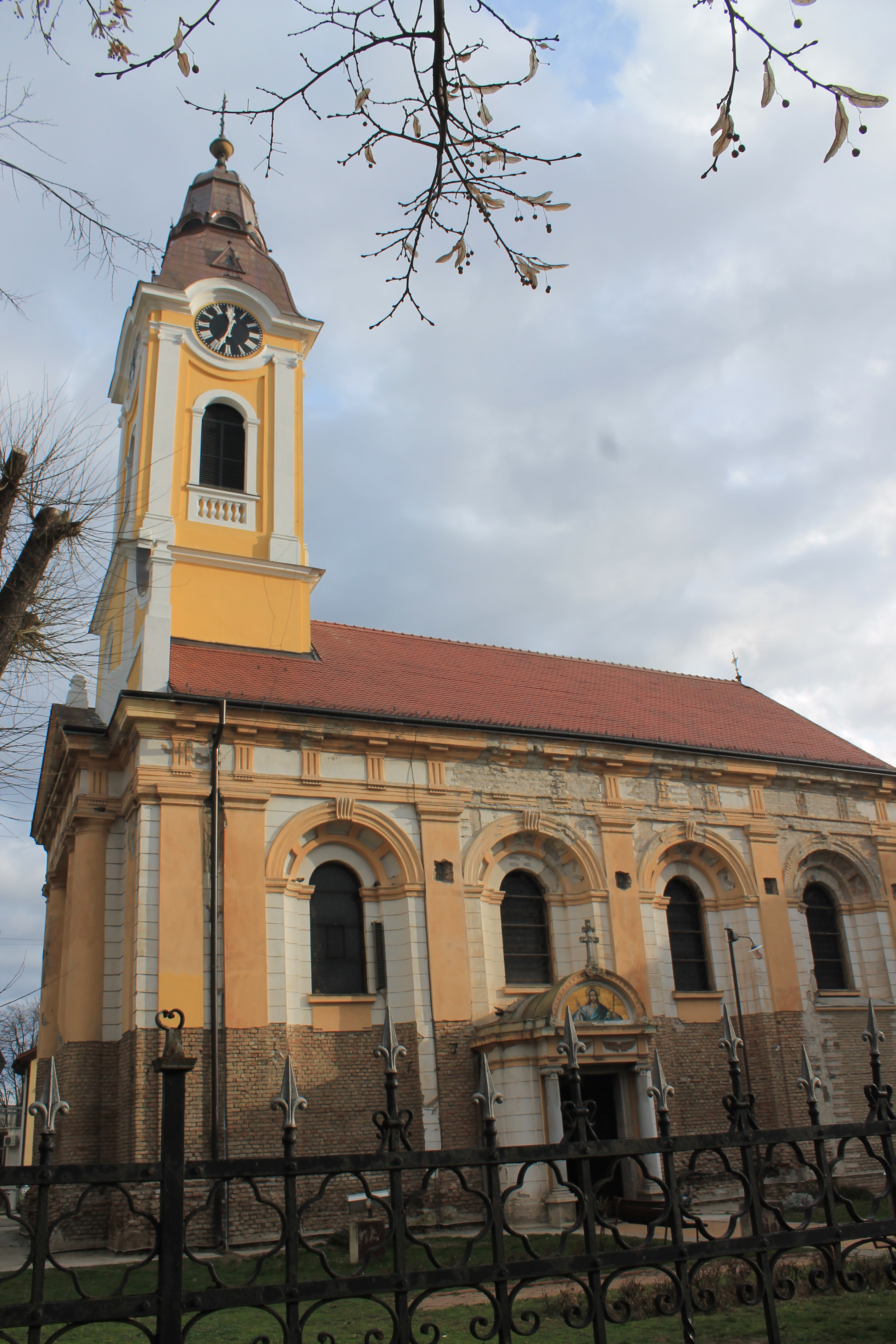
Autre vue de l'église.

L'église de la Descente-du-Saint-Esprit a été construite à partir 1836 à l'emplacement d'une église en bois mentionnée dès 1750 ; elle a été édifiée à l'instigation du riche marchand Cincar et est également connue sous le nom d'« église grecque » (en serbe : Grčka crkva). Elle a été conçue dans un esprit classique par l'architecte Matijas Frelih, originaire de Novi Sad. Par manque de fonds, les travaux furent interrompus et ils reprirent en 1903 sous la direction de l'architecte autrichien Hermann Bollé, qui infléchit le projet originel dans un sens plus éclectique.
L'édifice est constitué d'une nef unique prolongée par un chevet demi-circulaire et, à l'ouest, elle est dominée par un haut clocher. Les façades, richement ornées, sont rythmées par des pilastres surmontés d'une frise courant en dessous du toit ; les fenêtres sont dotées d'arcades en plein cintre. À l'est de l'église se trouve un petit bâtiment rectangulaire couronné d'un dôme qui abrite le tombeau de la famille Marković. 
L'iconostase a été sculptée en 1851 par Georgije Dević et peinte par Uroš Predić, qui a également réalisé les peintures du trône de l'évêque et du chœur ; dans son travail, l'artiste a été assisté par Paško Vučetić.
L'église a été restaurée en 1980 et le toit a été refait en 2006.

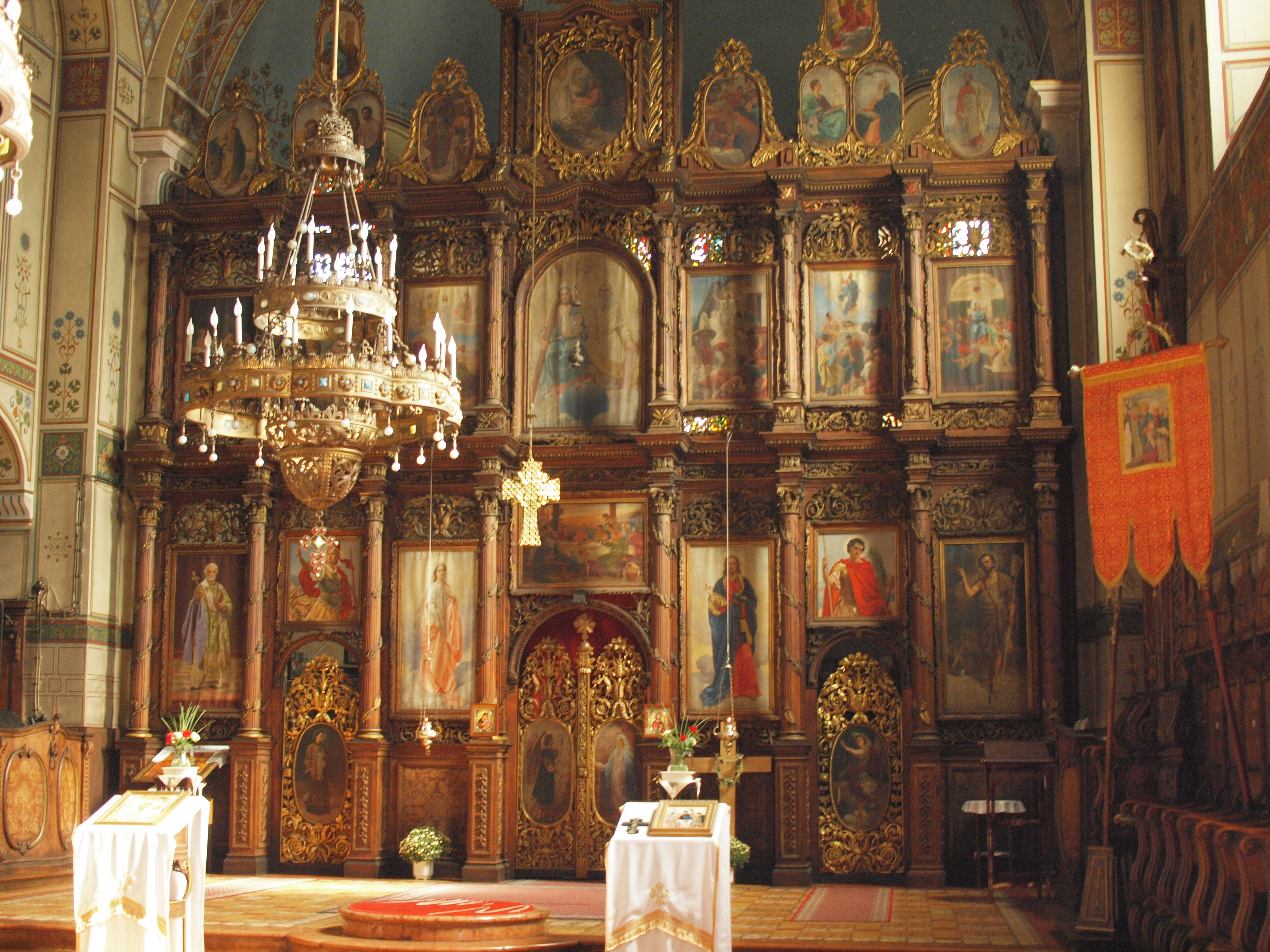
L'iconostase peinte par Uroš Predić